# Jurij Gorbačov
Jurij Gorbačov (* 29. prosinec 1948, Uglovka nedaleko Petrohradu, SSSR-Sovětské Rusko) je ruský malíř a sochař. Je synovcem bývalého sovětského prezidenta Michaila Gorbačova.
Od roku 1991 žije v USA a tvoří ve svém studiu na Manhattanu v New Yorku. Přezdívají mu „ruský Rousseau“.
Vystavoval po celém světě. Mimo jiné též vystavoval i na Slovensku, v říjnu 1997 i ve Východoslovenské galerii v Košicích.
Jedno z jeho děl visí i v Praze a to na Václavském náměstí v pasáži Koruna, kde je za neprůstřelným sklem vystaven jeho obraz Svatý Jiří zabíjí draka.

## Někteří známí sběratelé děl Jurije Gorbačova
- Michail Gorbačov, bývalý prezident SSSR
- Eduard Ševardnadze, bývalý prezident Gruzie
- Joseph Estrada, bývalý prezident Filipin
- Galyani Vadhana, thajská princezna
- James Jeffords, americký senátor
- Michail Baryšnikov, famózní ruský tanečník a herec
- Marcello Mastroianni, legendární italský filmový herec
- William Saroyan, známý arménský spisovatel žijící v USA